# Gāvdāneh Godār
Gāvdāneh Godār (persiska: گاودانه گدار) är en ort i Iran.   Den ligger i provinsen Kermanshah, i den nordvästra delen av landet, 400 km väster om huvudstaden Teheran. Gāvdāneh Godār ligger 1 323 meter över havet och antalet invånare är 204.
Terrängen runt Gāvdāneh Godār är huvudsakligen kuperad, men åt sydost är den bergig.Runt Gāvdāneh Godār är det ganska tätbefolkat, med 56 invånare per kvadratkilometer. Närmaste större samhälle är Harsīn, 18,1 km söder om Gāvdāneh Godār. Trakten runt Gāvdāneh Godār består i huvudsak av gräsmarker.